# Кущёвское сельское поселение
Кущёвское сельское поселение — муниципальное образование в составе Кущёвского района Краснодарского края России.
Административный центр — станица Кущёвская.
В рамках традиционного административно-территориального устройства Краснодарского края, согласно Закону об установлении границ административно-территориальных единиц Кущёвского района и ОКАТО, ему соответствуют Кущёвский и Степнянский сельские округа (кроме посёлка Ровный). Устав муниципального района выделяет Кущёвское сельское поселение в качестве административно-территориальной единицы в границах муниципального образования.

## Население
| 2010    | 2012    | 2013    | 2014    | 2015    | 2016    | 2017    |
| ------- | ------- | ------- | ------- | ------- | ------- | ------- |
| 29 328  | ↗30 907 | ↘30 642 | ↘30 480 | ↗30 525 | ↘30 489 | ↗30 624 |
| 2018    | 2019    | 2020    | 2021    | 2023    |         |         |
| ↗30 734 | ↗30 898 | ↗30 938 | ↗32 978 | ↘32 785 |         |         |

## Населённые пункты
В состав сельского поселения входят 11 населённых пунктов:
| №  | Населённый пункт | Тип населённого пункта | Население (чел.) | Сельский округ             |
| -- | ---------------- | ---------------------- | ---------------- | -------------------------- |
| 1  | Большая Лопатина | хутор                  | ↘428             | Кущёвский сельский округ   |
| 2  | Воровского       | хутор                  | ↘173             | Кущёвский сельский округ   |
| 3  | Восточный        | хутор                  | ↗175             | Кущёвский сельский округ   |
| 4  | Картушина Балка  | хутор                  | ↘63              | Кущёвский сельский округ   |
| 5  | Кущёвская        | станица                | ↗30 375          | Кущёвский сельский округ   |
| 6  | Лопатина         | хутор                  | ↗127             | Кущёвский сельский округ   |
| 7  | Мирный           | посёлок                | ↘224             | Степнянский сельский округ |
| 8  | Новоивановское   | село                   | ↘501             | Степнянский сельский округ |
| 9  | Садовый          | посёлок                | ↘332             | Степнянский сельский округ |
| 10 | Северный         | посёлок                | ↗321             | Степнянский сельский округ |
| 11 | Степное          | село                   | ↘501             | Степнянский сельский округ |

## См.также
- Кущёвский сельский округ
- Степнянский сельский округ